# 張百萬
張百萬（1608年—1666年），福建漳州府漳浦縣灶山埭頭（今漳浦县深土镇埭头村）人，明清之交時的澎湖白沙鄉商人，發富過程具有民間傳說色彩。

## 生平
《澎湖廳志》、《澎湖紀略》等書皆未有張百萬的生前任何活動事蹟，目前唯一較完整的文獻，為張百萬第十九世孫張新芳整理的一些資料。依其資料，張百萬生於明萬曆三十六年，歲次戊申九月四日未時，約於崇禎十年間來到澎湖，定居於白沙鄉，初期以捕魚為生，後經營航運，擁有龜仔船的龐大船隊，來回台閩兩地，死於清康熙五年歲次丙午五月初五日。
有八房子孫，因遷居廈門的孫子張啟琫在朱一貴起事獲有軍功，故雍正二年雍正皇帝誥贈他的父祖暨夫人三代為懷遠將軍及淑人。此一誥封金匣現存於白沙鄉瓦硐村張家故宅，為澎湖民間至今所僅見的一塊誥封匾額 。
張百萬葬於赤崁湖底古井。舊居仍在瓦硐村四十一號，內供奉張百萬牌位，上刻有「懷遠將軍張莘庵諱引治之神位」。

## 傳說
傳說中張百萬為當時全澎首富。在澎湖，僅蔡廷蘭及張百萬二人即佔人物傳說的六成多，反應他們兩人在澎湖人心中的地位，也表達出當地人對功成名就的渴望。

### 烏金疊圍牆
傳說張百萬常到赤崁北方的無名島下網，在該島撿些烏黑的石頭而拿去疊圍牆，被唐山的地理師告知為烏金，便一夕致富。他從此被叫做張百萬；該座無名島因此被叫做金嶼；而所住的村落，便有了富人才住得起的瓦片屋，就此稱爲瓦硐村，當地有一句俗語說：「有瓦硐厝，沒瓦硐富。」，意卽卽使蓋了瓦硐厝，也比不上張家富有。
有學者猜測張百萬致富原因是得到是海盜寶藏，而當地基督教會許益超牧師研判獲金一事多屬神奇之說，殆亦可以說是荷蘭沉船之遺物。

### 龍鳳粥與珠螺醬
另一致富傳說是張百萬被皇帝召見，獻上糊塗粥、珠螺酉奎這兩種澎湖料理，因此賜得赤崁周圍目力所及的無人島嶼，包括北海的姑婆、鐵砧、土地公、白沙、順風、險礁、溫仔、金嶼、屈爪、還有湖西鄉的錠鉤、雞善等嶼，大部份都盛產紫菜。歷史上，該村數百年獨擁北海諸島的紫菜採收權，學者猜測可能是當初張百萬從某官方獲得此特權而暴富，或許召見的是南明唐王朱聿键、或魯王朱以海等。

### 比賽丟銀元
赤崁村民呂石老因張隱的牛車隊搬運建材，造成呂家出入不便及影響安寧而告至衙門，演變成在吼門（現澎湖跨海大橋中段海溝）一起丟銀元的炫富比賽，何者先不想丟就輸掉，最後當然是張百萬勝利。

### 九犬分屍
張百萬經由風水師指點在稱為「水穴」的風水寶地蓋了氣派十足的八進大宅，風水稱「八馬拖車」，代價是風水師因洩漏天機而失明。當地人們叫他的地是「四鳥飛不過」，意思是四隻鳥飛不過他的地，可見地有多大。後來張百萬拿死在糞坑的羊給該風水師吃，後者發現後故意建議張家再多加一進房，成了「九犬分屍」，又叫張家把將「水穴」的壓石拿開後，竟出現水泉與跑出七尾紅蛇。風水師用泉水洗眼而恢復視力，而張家卻因此中落，當地人也改叫該地為「死鳥飛不過」。張家後想再加一進房成「十全十美」但已來不及。
這故事類似林半仙壞風水的傳說。

### 蛇吃雞
張家在「母雞穴」蓋屋，想報仇的風水師謊稱有發達之法，要張家門前鋪上白石，一直鋪到大路。結果白石頭路像是白蛇，造成象徵蛇吃雞，風水遭破壞，張百萬敗運。

### 香爐、木主
傳說張百萬想去掃墓，打算培墓，設置十二道菜飯作祭品，少了兩道齋菜，於是命一名家丁到媽宮（今馬公）買十三兩木耳、十三兩香菇。家丁不識字怕忘記，一路唸：「香菇、木耳、香菇、木耳」，唸到最後竟然變成「香爐、木主」，於是買了各十三個香爐和木主（神主牌）。張百萬一家十二口和一隻狗就坐著船從白沙鄉到湖西掃墓，中途沉船，人員全部淹死，剛好符合事前買的十三個香爐、十三個木主。 
在歷史上，張百萬家族是有發生船難，但為後代，死者為第四子後代六人、第五子後代五人，共十一人，祖譜中記載：「某年清明節日，往離島祭掃祖塋，忽遭大風，船沉人沒。」